# Xestia hysgina
Xestia hysgina là một loài bướm đêm trong họ Noctuidae.